# Sawad
Pour le robe, voir Sawad (robe).
Sud de la Mésopotamie

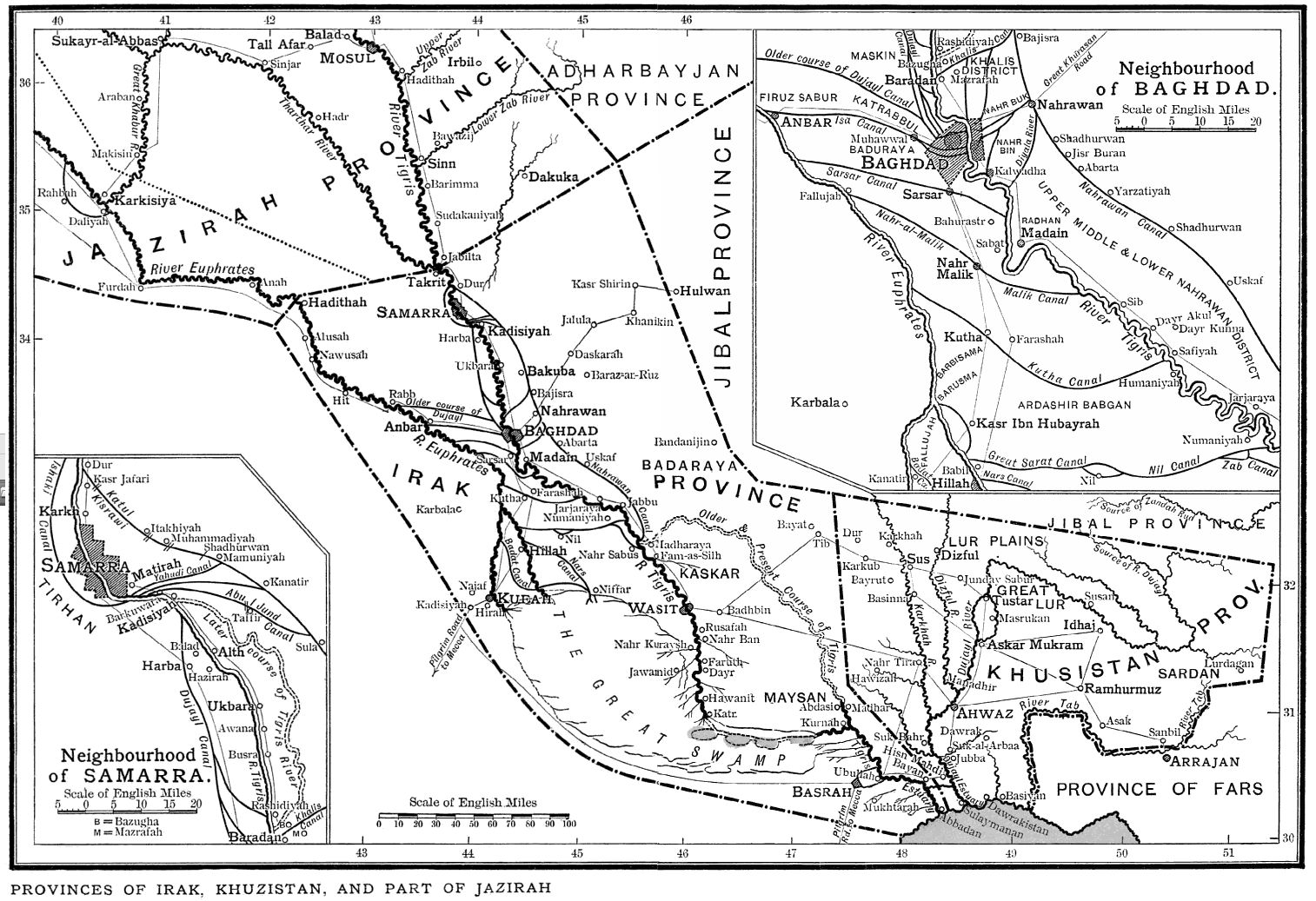
Carte de la Sawad (« Irak ») sous le califat abbasside.

La Sawâd désigne la zone humide, marécageuse et irriguée du sud de la Mésopotamie du Sud d'Al-Hila jusqu'au Golfe. La partie Nord de la Mésopotamie qui s'appelait la Djézireh, est en partie en Syrie actuelle.

## Période de la conquête musulmane
Après la conquête musulmane (vers 635) la majeure partie des terres cultivées étaient soumises à l'impôt foncier appelé kharâj. Dans le Sawâd, cette perception était si importante que celui qui en était chargé est devenu l'un des personnages les plus importants. Les vizirs étaient le plus souvent choisis parmi ceux qui avaient exercé cette fonction.

## Histoire récente
Il a existé jusque dans les années 1990 et il demeure encore, une civilisation des Arabes des marais. Cette population vivait du roseau : vivants sur des îlots de roseaux et naviguant sur des bateaux en roseaux et habitant des maisons en roseaux. Saddam Hussein engagea alors une campagne d'assèchement de ces régions qui camouflait une campagne de répression contre cette minorité qui cachait des opposants chiites en fuite. En 2003, les habitants des marais du sud de l’Irak ont profité de l’absence de pouvoir central pour détruire les digues construites par le régime de Saddam Hussein. Cette reconquête des terres humides a été soutenue par le Programme des Nations unies pour l'environnement en 2004.

## Autres Sawâd
Par extension, on a appelé sawâd les régions de cultures entourant une agglomération.